# Siegfried Günther (Musikwissenschaftler)
Siegfried Günther (geboren 10. Juli 1891 in Bernburg (Saale); gestorben 19. Juli 1992 in Heidenheim an der Brenz) war ein deutscher Lehrer und  Musikwissenschaftler in der Zeit des Nationalsozialismus.

## Leben
Siegfried Günther war ein Sohn eines Mittelschullehrers. Er besuchte die Thomasschule zu Leipzig. Er studierte Musikwissenschaft, Praktische Theologie und Philosophie an der Universität Gießen und besuchte nebenher das Hochsche Konservatorium in Frankfurt am Main. Er war Schüler von Hans Joachim Moser, Arnold Schering und Georg Schünemann und wurde 1935 an der Universität Gießen bei Rudolf Gerber und Leopold Cordier mit einer Dissertation über Thomas Selle promoviert. Günther wurde 1928 in Berlin Religionslehrer und Obermusiklehrer an der Neuköllner Walther-Rathenau-Schule und war später Studienrat an der von den Nazis umbenannten Hermann-Löns-Schule in Neukölln.
Günther trat zum 1. Dezember 1932 der NSDAP bei (Mitgliedsnummer 1.400.581). Er publizierte rassistisch motivierte musikwissenschaftliche Schriften.
Nach dem Zweiten Weltkrieg zog Günther nach Heidenheim und lebte dort als Pensionär.

## Schriften (Auswahl)
- „Kunst und Weltanschauung“ – Wege und Ziele des Arbeiter-Sängerbundes. Broschüre. Berlin 1925
- Die Bedeutung der Umwelt für die Musikerziehung, in: Die Musikpflege, Leipzig: Quelle und Meyer, 1931, S. 521–536
- Die musikalische Form in der Erziehung. 2 Bände. Lahr : Schauenburg, 1931, 1932
- Musikerziehung als nationale Aufgabe. Heidelberg : Bündischer Verlag, 1933
- Die Geistliche Konzertmusik von Thomas Selle nebst einer Biographie. Bückeburg, 1935 Gießen, Phil. Diss.
- Die Hymnen der Völker – rassenkundlich gesehen, in: Die Musikpflege, 1936 und 1937
- Musikalische Begabung und Rassenforschung im Schrifttum der Gegenwart, in: Archiv für Musikforschung, März 1937
- Rassenseelenkundliche Beiträge zur musikalischen Stilforschung,  in: Archiv für Musikforschung, April 1938
- Wandernde Volkslieder rassenkundlich gesehen, in: Die Musikpflege, November 1938
- Rassenseelenforschung und Musikwissenschaft, in: Zeitschrift für Rassenkunde, Januar 1939